# بيتر راندال
بيتر راندال (بالإنجليزية: Peter Randall)‏ هو عسكري بريطاني، ولد في 20 أغسطس 1930 في فارهام ‏ في المملكة المتحدة، وتوفي في 23 أبريل 2007.